# Ящищак Броніслава Іванівна
Броніслава Іванівна Ящищак (8 березня 1927, село Млинівці, тепер Тернопільського району Тернопільської області — 12 травня 1996, село Млинівці Тернопільського району Тернопільської області) — українська радянська діячка, голова Млиновецької сільської ради Зборівського району Тернопільської області. Депутат Верховної Ради УРСР 4-го скликання.

## Біографія
Народилася у бідній селянській родині.
З кінця 1940-х років — ланкова колгоспу селі Млинівці Зборівського району Тернопільської області.
З 1950 року — голова виконавчого комітету Млиновецької сільської ради Зборівського району Тернопільської області.
Потім — на пенсії у селі Млинівцях Зборівського району Тернопільської області.

## Нагороди
- медаль «За трудову доблесть»